# 八佰伴中心
八佰伴中心（英語：Yaohan Center）是一個位於加拿大卑詩省大溫哥華地區列治文市的購物商場。商場坐落列治文3號路黃金村地段，主要客源是大溫哥華地區內的亞裔社區，尤以華裔和日裔顧客為甚。
八佰伴中心於1994年6月開幕，當時的東主是日本大型連鎖零售商八佰伴。八佰伴集團於1997年申請破產後，其大溫地區業務也隨即結束。商場被台商統一集團（亦即附近統一廣場的東主）收購後繼續以「八佰伴中心」之名營運至今；而當年由八佰伴營辦的超級市場則被當地華人超市集團大統華接管，並易名為大阪超級市場營運至今。
運輸聯線有數條巴士綫途經八佰伴中心，而溫哥華架空列車旗下的加拿大線則於商場附近設有時代坊站。

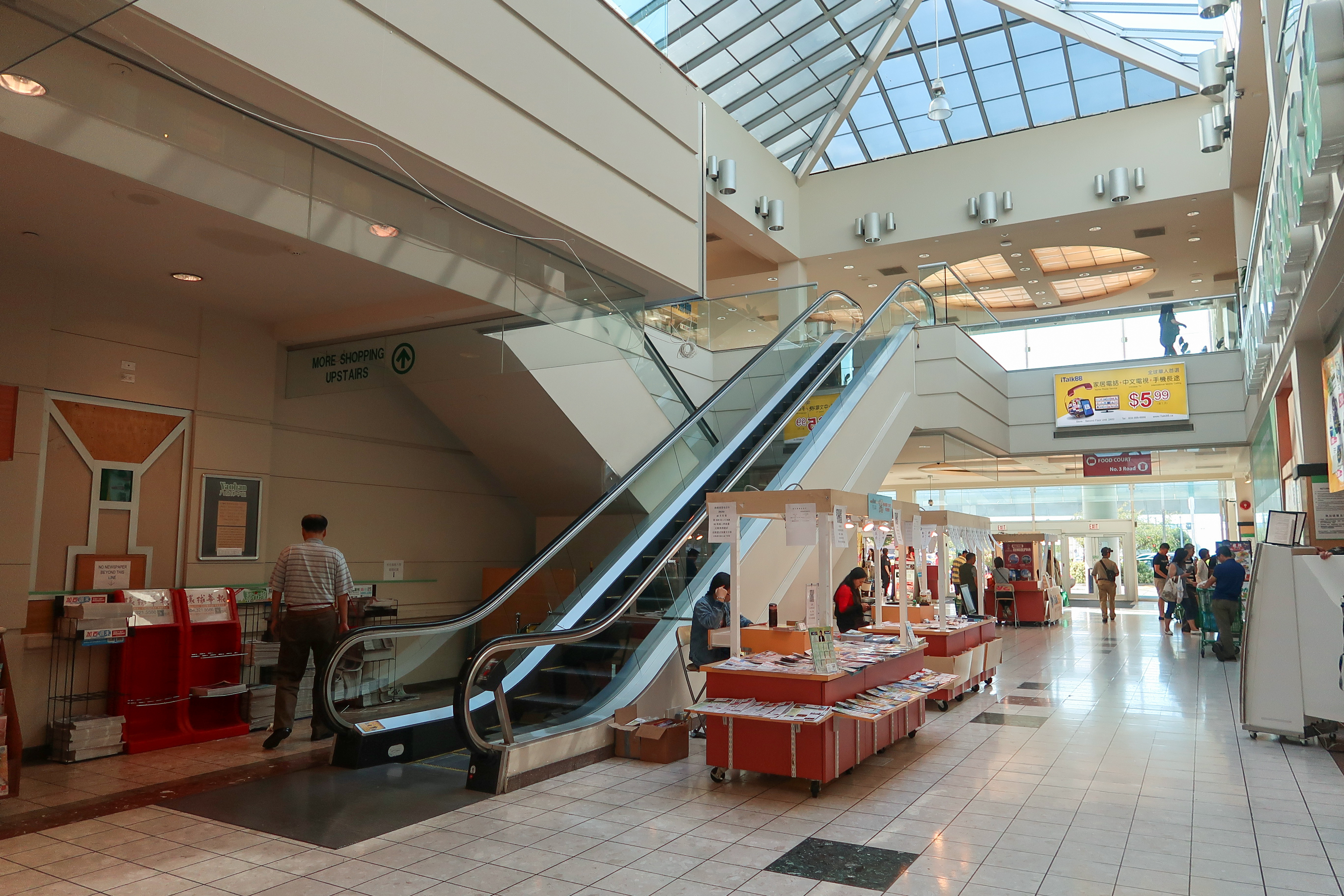
中庭
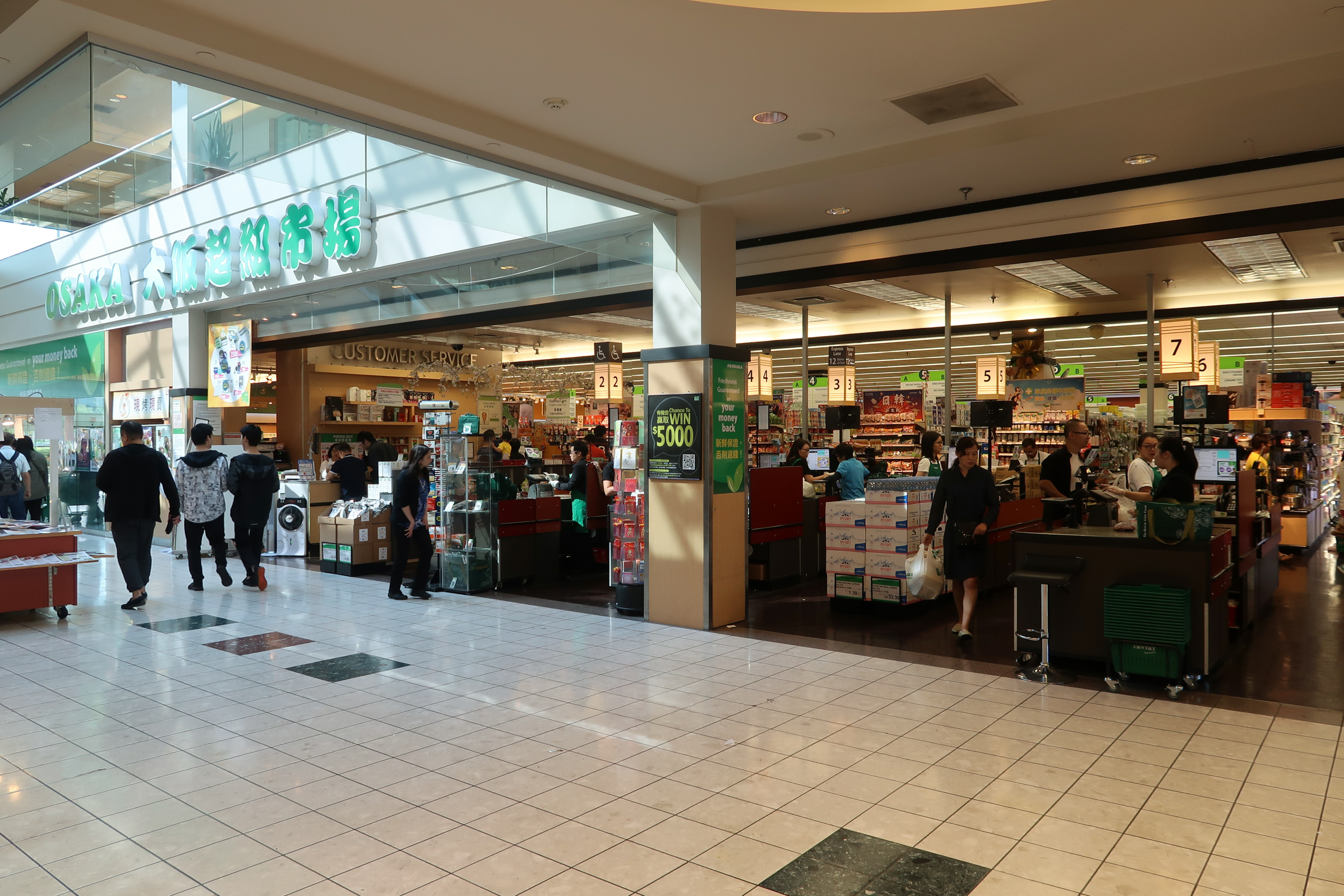
1樓大阪超級市場
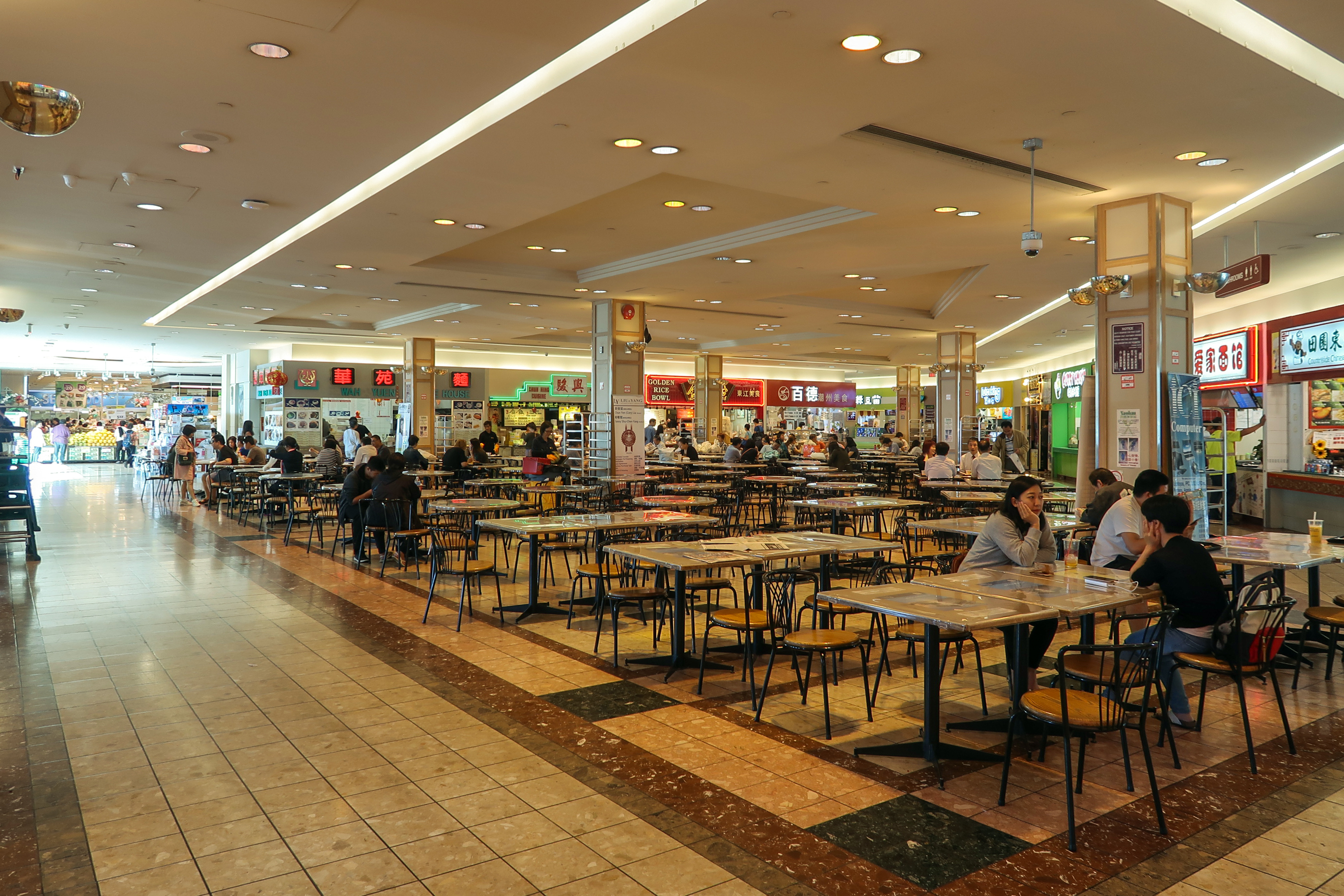
1樓美食廣場
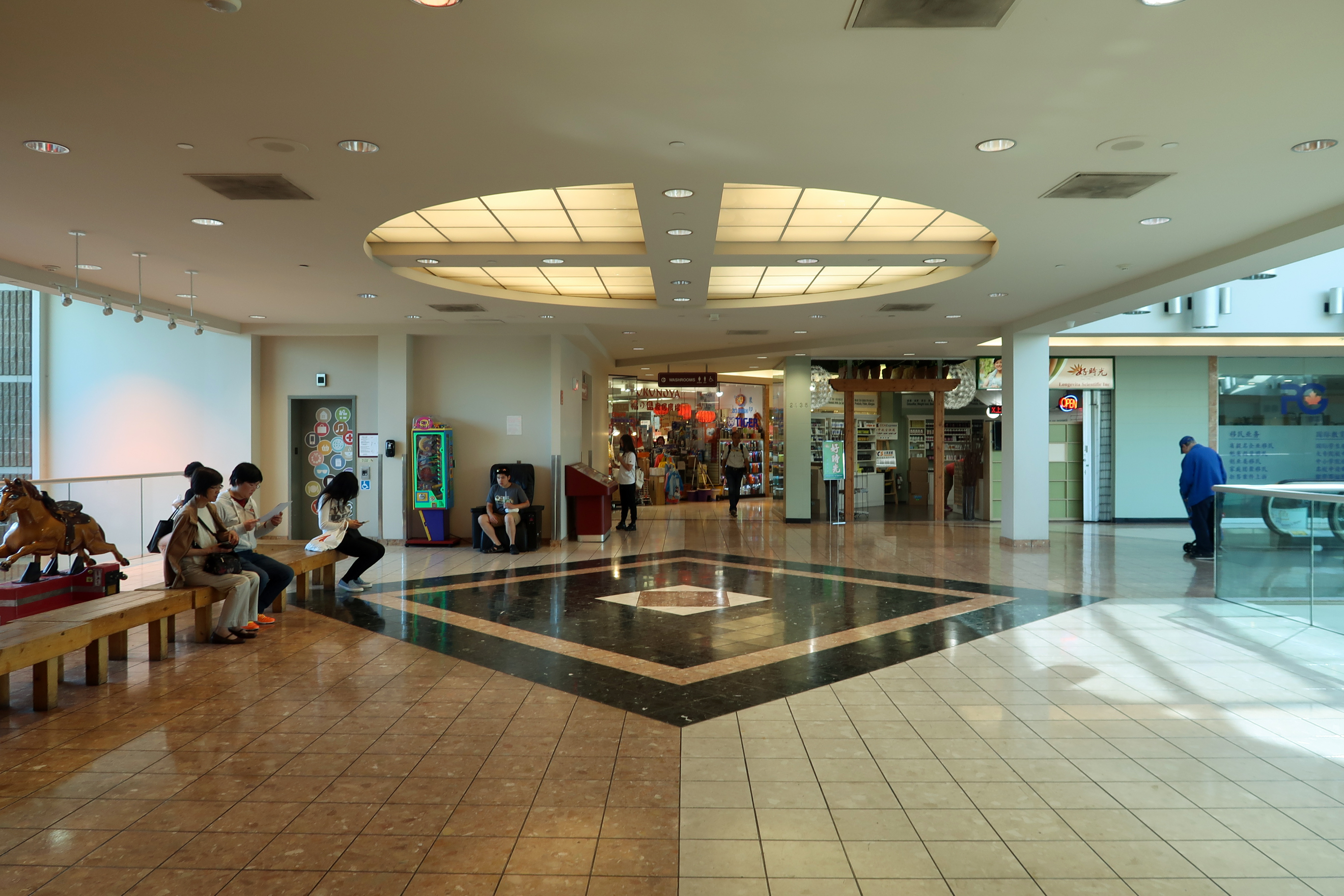
2樓商店

## 外部連結
- 八佰伴中心網站（页面存档备份，存于）

49°11′11″N 123°08′00″W / 49.186346°N 123.133414°W